# Regla de Laplace
La regla de Laplace consisteix en el càlcul de la probabilitat d'un succés associat a un experiment aleatori mitjançant una fórmula que suposa que tots els successos d'aquesta experiència són equiprobables (és a dir, que tinguin la mateixa probabilitat de verificar-se).
{\displaystyle P={\frac {\text{nombre de casos favorables}}{\text{nombre de casos possibles}}}}
Amb aquesta senzilla regla i alguns coneixements de combinatòria, ja es pot començar a fer càlcul de successos aleatoris, sense més formalització teòrica sobre la probabilitat, obviant els tres axiomes de la probabilitat de Kolmogórov. Així, la probabilitat que surti cara d'una moneda normal, se li assigna una probabilitat de ½. És una regla útil per a càlcul de probabilitats d'experiments aleatoris de successos equiprobables a priori.
Altres exemples són:
- Probabilitat de treure un rei d'un joc de cartes espanyol. Casos favorables: 4, i casos possibles: 48; per això se li assigna una probabilitat de valor igual a 1 / 12.
- Probabilitat d'un número en concret quan es tira un dau normal. Un cas favorable dels 6 possibles, se li assigna una probabilitat d'1/6.

Cal dir que aquesta llei es pot considerar vàlida per successos mitjans o quan actua la llei dels grans nombres, com no podia ser d'altra manera donat que és una regla de càlcul de probabilitats.